# 叙利亚总统旗
叙利亚总统旗（叙利亚阿拉伯语：الرئيس السوري العلم）是阿拉伯叙利亚共和国的国家元首兼武装部队最高统帅总统的旗帜。

## 象徵
自上而下由绿、白、黑三个平行长方形组成，中间有三颗红色五角星。红色象征勇敢，白色象征纯洁和宽宏大量，黑色象征穆罕默德的胜利，五角星象征革命，绿色是穆罕默德的子孙所喜爱的颜色。此颜色是泛阿拉伯颜色。
1980年至2024年使用的国旗曾经是阿拉伯联合共和国的国旗。